# Dragon Ball GT
A Dragon Ball GT a Dragon Ball Z hivatalos folytatása. A GT a címben jelenthet Grand Tourt (Nagyszerű utazás) (az amerikai FUNimation használta), de jelenthet Galaxy Touringot (Utazás a galaxisban), Great Touringot (Nagy utazás) és esetleg Gran Turismo-t is. Ezek a címek azért merültek fel, mert a sorozatot eredetileg egy űrtúraként képzelték el, melyben a főszereplők utazgatnak. A GT jelentése csak a japán eredeti jelentéstől függ. Ez az egyetlen Dragon Ball sorozat, amelynek történetét nem egyedül Torijama Akira írta.

## A sorozat története
A Dragon Ball GT-t a Fuji TV kezdte sugározni 1996. február 7-én (szerdán) este fél nyolckor, pontosan egy héttel a Dragon Ball Z befejezése után. 64 epizódból áll, ebből az utolsó 1997. november 19-én került adásba. Toriyama Akira (a Dragon Ball és Dragon Ball Z megalkotója) másodlagos szerepet kapott a sorozat legtöbb fázisaiban. Főleg az előkészületekből vette ki a részét és a legtöbb főszereplő karakterterveit készítette el, beleértve az újoncokat is, például 'Giru'-t, negyedik színtű szupercsillagharcos forma. Akira részvételének betudható az, hogy a GT-ben több helyen elhelyezett rejtett utalások vannak a korábbi történésekből. A korai részek több humort tartalmaznak, mint a Dragon Ball egykor. A későbbi részek nagyon eseménydúsak és ugyanazt a drámai hangot ütik meg, mint a Dragon Ball Z epizódjai. A sorozatot kevesebb, mint két év után fejezték be, köszönhetően a csökkenő nézettségnek.
A sorozatból készítettek két könyvet is, amit úgy neveznek, hogy Dragon Ball GT Perfect Files (magyarul: Dragon Ball GT Tökéletes Akták). 1997 májusában és decemberében adták ki őket a Shueisha Jump Comics Selection nyomdájában. Tartalmaznak sorozat-információkat, illusztrációs képtárakat, 'kulisszák mögötti' információkat és sok mást. Azonban a készletek mára már kimerültek.
2005. június 15-én, a Toei Animation (a Pony Canyon terjesztő cégen keresztül) kiadta a teljes sorozatot korlátozott mennyiségben Dragon Box GT DVD set néven. A dobozban helyt kapott egy Dragon Radar távirányító és egy exkluzív könyvecske is. A DVD csomag nem lett igazán népszerű. Igaz, hogy a sorozatot a DVD-n feljavított kép- és hangminőségben adták közre, de nem voltak feliratok, se angol, se más nyelvű. Ezen kívül nem jutott el a célközönségig a termék, köszönhetően az alacsony példányszámnak és a magas árnak.

## Angol átdolgozások

### Amerikai (FUNimation) változat
A Dragon Ball GT angol átdolgozása a Cartoon Network-ön futott 2003 és 2005 között. A FUNimationos verziónak volt egy fő változása: az első 16 részt (Black Star Dragon Ball Saga), kivágták és lecserélték egy, a sorozatot beharangozó részre. Ez a javítás azért történt, hogy a nézőket ne zavarják össze a korai epizódok. A kivágott részeket azóta már kiadták Lost Episodes (magyarul: Az elveszett epizódok) címen. Sok rajongó (aki követte az eseményeket) szerint az első 16 rész kivágása csak egy ügyesen megrendezett üzleti fogás volt, mely a botrányon keresztüli sikerszerzés módszerét követte, hogy gondoskodjanak a ki nem adott részek utáni keresletről, melyeket a kiadásuk után azonnal el is kapkodtak.

### Nemzetközi (Blue Water) változat
Az Egyesült Államokon kívül egy másik angol szinkronos változat is készült, amelyet a kanadai Blue Water Studio készített. Igaz, hogy különböznek a szinkronhangok Dragon Ball GT amerikai változatától, de az eredeti háttérzene megmaradt és a részeket sorrendben vették fel, így sokkal közelebb kerültek az eredeti japán változathoz. Az amerikai változatnak lecserélték a főcímdalát, a kanadai változat azonban megmaradt a japán változatnál, csak a dalszövegeket fordították le.

## Rövid történet
A történet a Dragon Ball Z után folytatódik 10 évvel (5 évvel a Dragon Ball GT könyvek szerint). Son Goku gyerekké változik, köszönhetően a Feketecsillagos Sárkánygömböknek. Össze kell gyűjtenie őket egy éven belül vagy a Föld elpusztul, ezért Goku, valamint unokája, Pan és Trunks elindul az űrbe, hogy összegyűjtsék őket. A három utazó hamar bajba kerül az utolsó Tsufuru túlélő, dr. Myu miatt. Munkájának gyümölcse, Bebi hamar felfedezi, hogy valaki irányítja, ezért megöli dr. Myu-t és elindul a Föld felé, hőseink után. Hamarosan Vegitának köszönhetően elfoglalja az egész bolygót és a legtöbb embert is a szolgálatába állítja. Az eredeti Tsufuru bolygót (mielőtt a Saija-jinek megjelentek volna) visszakívánják a Feketecsillagos Sárkánygömbökkel, de mielőtt Bebi (végleg magába olvasztva Vegita erejét) képes lenne megvalósítani a tervét, Son Goku eléri a Super Saiya-jin 4. szintjét és végleg megsemmisíti Bebit. Sajnos a Föld ettől még meg fog semmisülni és a teljes lakosságot át kell költöztetni az új Tsufuru bolygóra, mielőtt végleg elpusztulna a bolygó. Ifjú Sátán úgy döntött, hogy inkább a bolygón marad és elpusztul. Ezzel azt éri el, hogy a Feketecsillagos Sárkánygömbök kővé válnak. A Föld később újjáépül.
Rövid idővel a béke kezdete után egy új Harcművészeti világbajnokság veszi kezdetét. Eközben dr. Myu (a pokolban) egyesíti erőit dr. Geróval. Létrehozzák az új C17-et, ami teljesen irányításuk alatt áll. Az új C17 elmegy a Földre és egyesül az eredeti C17-tel, így létrejön Super C17. Krilin (Kuririn) megölése után megpróbálja maga mellé állítani C18-at, noha akkor sem lenne képes legyőzni őt, ha visszautasítaná. Goku végül legyőzi Super C17-et C18 segítségével, de csak azután, hogy Super C17 legyőzte dr. Gero-t és dr. Myu-t.
Mikor Sheront megidézik, hogy újraélesszék azokat, akiket Szuper 17 megölt, a sárkánygömbök megrepednek és egy fekete füstű sárkány jelenik meg, aki azonnal hét gonosz sárkánnyá oszlik, mindegyik fejében egy-egy sárkánygömbbel. Son Goku és a társai bátran harcolnak, hogy legyőzzék ezeket a sárkányokat. A hatodik sárkány legyőzése után az egy-csillagos sárkány, Yi Xing Long a többi sárkánygömböt magába olvasztja és Super Yi Xing Longgá alakul. Son Goku nehéz harcban győzi le, mely magában foglal egy fúziót is, ám azzal sem sikerül Yi Xing Longot végleg legyőzni. A harc után az igazi Shen Long újra megjelenik és közli, hogy hosszú ideig nem lehet többet kívánni. Goku felajánlja magát egy kívánságért cserébe. Amint Goku belekapaszkodik Shen Longba és együtt elrepülnek, a hét sárkánygömb egyesül a testével és eltűnik. Son Goku örök életet nyer és a világegyetem legerősebb harcosa lesz.
Egy évszázaddal később az öreg Pant látjuk, amint a lelátón ül a következő világbajnokságon, hogy unokáját, Goku Jr.-t biztassa. Amint belép a ringbe, az ellenfele is megjelenik. Név szerint Vegita Jr., Vegita egyik leszármazottja. Mindketten Super Saiya-jin-né változnak. Ahogy Pan nézi őket, egy pillanatra meglát egy ismerős arcot a lelátón: a nagyapját, Gokut. Amikor megpróbálja követni, Goku eltűnik. A GT utolsó részének végén a sorozatokból összevágott jelenetek láthatóak, melyek méltó befejezésként szolgálnak a történethez. Az utolsó jelenetben Goku a felhőjén elrepül, varázsbotjával a kezében.
A Dragon Ball, a Dragon Ball Z, és a Dragon Ball GT sorozat ezzel befejeződött.

## TV Speciál
Dragon Ball GT – Goku öröksége

## Dalszövegek
- Nyitózene
- # DAN DAN Kokoro Hikarete 'ku (Bit by Bit My Heart is Charmed)
- #* Dalszöveg: Sakai Izumi, Zene: Oda Tetsuro, Összeállította: Hayama Takeshi, Előadta: FIELD OF VIEW
- #** 1. változat: 1–26. részig
- #** 2. változat: 27–64. részig
- Zárózene
- # Hitori ja nai (You're Not Alone)
- #* Dalszöveg: Ikemori Shuichi, Zene: Oda Tetsuro, Összeállította: Furui Hiroto, Előadta: DEEN
- #* A "Black Star Dragonball Saga"-nál és a "Bebi Saga" kezdeténél használták (1-26. rész)
- # Don't you see!
- #* Dalszöveg: Sakai Izumi, Zene: Kuribayashi Seiichiro, Összeállította: Hayama Takeshi, Előadta: ZARD
- #* A "Bebi Saga" közepétől és a "Super 17 Saga" kezdetéig használták (27-41. rész)
- # Blue Velvet
- #* Dalszöveg: Aeri, Zene: Hatake, Összeállította: Hatake, Előadta: Kudou Shizuka
- #* A "Super 17 Saga"-nál és a "Shadow Dragon Saga" elején használták (42-50. rész)
- # Sabitsuita Mashingan de Ima o Uchinukou (Let’s Blast through this Moment with a Rusted Machine Gun)
- #* Dalszöveg: Komatsu Miho, Zene: Komatsu Miho, Összeállította: Ikeda Daisuke, Előadta: WANDS
- #* A "Shadow Dragon Saga"-tól a sorozat végéig használták (51-64. rész)
- # DAN DAN Kokoro Hikarete 'ku (Bit by Bit My Heart is Charmed)
- #* Dalszöveg: Sakai Izumi, Zene: Oda Tetsuro, Összeállította: Hayama Takeshi, Előadta: FIELD OF VIEW
- #* A 64. résznél használták

## Szereplők

### Főszereplők
- Son Goku
- Trunks
- Pan
- Giru
- Vegita

### Gonoszok
- Pilaf – Gonoszként jellemezhető, de inkább hataloméhes kék kobold. Erődjét Goku semmisítette meg a klasszikus Dragon Ball sorozatban. Miatta kapta vissza Goku a gyerek testét.
- Ledgic – Don Kee, az Imegga bolygó zsarnok uralkodójának a testőre. Hatalmas ereje van, s Son Goku csak a Szuper-csillagharcos (Super Saiyan) alakban tudja őt legyőzni. Főnökétől eltérően Ledgic nem gonosz, csak meg akar felelni az elvárásoknak.
- Dr. Myuu – Gonosz tudós, aki megalkotta Bebyt azzal a céllal, hogy majd általa fog gonoszkodni, de a találmány megölte őt. Később, a pokolban megismerkedik Dr. Geróval, akivel megalkotja a Szuper C-17-es robotot. C-17 végez vele, nem tudni, ezután mi lett vele. Képes (volt) repülni.
- Dr. Gero – Zsarnok öregember, aki a Vörös Szalag rend korábbi feltalálója volt. A sorozatban kis ideig Dr. Myuu gazpartnere volt, míg az meg nem ölette Szuper C-17-el. Ő beszélte rá Myuu-t, hogy egyesítsék a két C-17-es robotot, hogy így létrejöjjön a szuperandroid.
- Dermesztő – Gonosz űrlény, aki rettenetes hadúr volt, míg a Namekon Son Goku legyőzte, majd később a jövőbeli, felnőtt Trunks szét nem kaszabolta őt. A sorozat harmadik évadában feltámasztják a pokolból, de Goku újból legyőzi őt.
- Cell – Az univerzum legerősebb harcosainak DNS-éből összegyúrt harcos, akit Dr. Gero teremtett meg. Dermesztővel együtt kiszabadul a pokolból, Goku azonban végez mindkét gonosztevővel.
- Beby – Dr. Myuu találmánya, aki képes akárkinek a testét elfoglalni. Miután létrejött, megölte Myuu-t, s eljutott a Földre. Ezután megszállta a lakosság nagy részét, de Son Goku és barátai szétszórták a Szenteltvizet, így Beby hatásköre megszűnt.
- Rilld – Szigorú robottábornok, aki egy gépmutánsként van számon tartva. A főnöke Dr. Myuu. Az M2 bolygó az otthona, mivel az a gépek bolygója. Rilld alakulatába tartozik Nate (Natt), Bizu (Bis), Ribber (Libet), valamint kis ideig Giru is.
- Super C-17 – A két C-17-es android egyesülése, aki eltérően a fuzionálóktól, már felnőtt testben jelenik meg. Bár Dr. Myuu és Dr. Gero közösen hozták létre, valójában csak Myuu utasítását
- Fekete füstű Shen Long
- Egycsillagos Shen Long (Yi/Super Yi Xing Long)
- Kétcsillagos Shen Long (Liang Xing Long)
- Háromcsillagos Shen Long (San Xing Long)
- Négycsillagos Shen Long (Si Xing Long)
- Ötcsillagos Shen Long (Wu Xing Long)
- Hatcsillagos Shen Long (Liu Xing Lon)
- Hétcsillagos Shen Long (Qi Xing Long )

### Segítők
- C-18 – Krillin kiborg felesége, egykori gonosz android. C-17 ikertestvére.
- Bra – Vegita és Bulma lánya, hasonlít Bulmára. Marronhoz hasonlóan imád vásárolgatni.
- Bulma – Vegita felesége, Trunks és Bulma anyja. Zseniális feltaláló, de mások által feltalált technológiákhoz is ért.
- Shibito – Shibito Neptunusz és Kibito fúziója, az Idős Kaioshin tanítványa. A 2. történetszálban segít megszerezni a Beby hatáskörét megsemmisítő Szenteltvizet a Mindenható palotájából.
- Krilin – Son Goku gyermekkori jó barátja, később harcostársa. C-18 férje és Marron apja. Mély növésű.
- Majin Buu – Rózsaszín szörnyecske, Herkules jó barátja. Ebben a sorozatban már nem ellenségeskedik. Immunis Beby elmeirányító hatáskörére.
- Marron – C-18 és Krillin lánya, aki Brahoz hasonlóan imád vásárolni.
- Zseniális Teknős – Zseniális harcművész, aki Goku és Krillin korábbi mestere volt. Van egy beszélő óriásteknőse, akit Teknősnek nevez. Erősen perverz, de jóakaratú ember.
- Dende – A fiatal Mindenható, aki Guru, a nameki nagymester, Guru 180. fia. Testvére, Cargo meghalt a Dragon Ball Z-ben, Dermesztő keze által. Dende ebben a sorozatban már teljesen felnőtt, nem úgy, mint a Dragon Ball Z-ben.
- Valese – Son Goten többször visszatérő barátnője. Valese és Goten látták meg az első, Beby által megszállott földlakót, egy biztonsági őrt.
- Ifjú Sátán – A szigorú, de nem könyörtelen nameki harcos, Dende fajtársa. Noha Szívtelen Sátán fia, közel sem gonosz, csak magas elvárásai vannak. Son Goku közeli barátja és harcpartnere.
- Momo – A mindhenhatói palota őre és gondnoka, Dende jó barátja. Különleges, ékkővel bereakott turbánt visel. Úgy tűnik, a palota minden zugát ismeri.
- Herkules – Idős harcművész, aki Videl apja és Pan nagyapja. Korábban egy tévedés folytán őt gondolták Cell legyőzőjének. Buu jó barátja. Felesége meghalt, ennek hatására elég komor lett.
- Kaito – A Másvilágon élő, kék bogárra hasonlító harcművész mester. Van két háziállata, Bubbles majom és Gregory tücsök. Ő a kaito-mesterek közül az északi. Egyben ő a királyi kaito is.
- Öreg Kaioshin – Harcművész, aki Shibito mestere. Nagyon idős, s nagyon szigorú is. A Szent Kardból szabadult ki a Dragon Ball Z sorozatban.
- Son Gohan – Son Goku első, idősebbik fia, Videl férje, Pan édesapja. Bár hatalmas ereje van, ő nem igazán van oda a harcért. Nagyban kötődik apjához, mivel Gokuval több ijesztő kalandban is része volt már.
- Son Goten – Son Goku második, fiatalabb fia, Valese barátnője. Ő sem kötődik a harchoz, de a második évad egyik részében Beby hatására mégis harcolni kezd. Trunks jó barátja.
- Gogeta – Son Goku és Vegita fúziója a befejező epizódban. Rendkívüli ereje van, így harc közben komoly fölénybe kerül.
- Uub – Buu egyik reinkarnációja, egy fiatal, barna bőrű harcos, Son Goku kitartó tanítványa és barátja. Nagyban hozzájárul Beby elpusztulásához egyik speciális támadásával a második évadban.

| Szereplő neve                           | Japán hang                 | Angol hang                      | Magyar hang               |
| --------------------------------------- | -------------------------- | ------------------------------- | ------------------------- |
| Son Goku                                | Nozawa Masako              | Stephanie Nadolny Sean Schemmel | Lippai László             |
| Pan                                     | Minaguchi Yuko             | Elise Baughman                  | Haffner Anikó             |
| Trunks                                  | Kusao Takeshi              | Eric Vale                       | Szokol Péter              |
| Giru                                    | Satouchi Shinobu           | Sonny Strait                    | Pálmai Szabolcs           |
| Uub                                     | Kisaichi Atsushi           | Sean Teague                     | Szatory Dávid             |
| Vegita                                  | Horikawa Ryo               | Christopher Sabat               | Bozsó Péter               |
| Bulma                                   | Tsuru Hiromi               | Tiffany Vollmer                 | Kiss Erika                |
| Bra                                     | Tsuru Hiromi               | Pariksi Fakhri                  | Molnár Ilona              |
| Son Goten                               | Nozawa Masako              | Robert McCollum                 | Markovics Tamás           |
| Son Gohan                               | Nozawa Masako              | Kyle Hebert                     | Csőre Gábor               |
| Gogeta                                  | Nozawa Masako Horikawa Ryo |                                 | Lippai László Bozsó Péter |
| Videl                                   | Minaguchi Yuko             | Lucy Small                      | Böhm Anita                |
| Chi-Chi                                 | Watanabe Naoko             | Cynthia Cranz                   | Törtei Tünde              |
| Krilin                                  | Tanaka Mayumi              | Sonny Strait                    | Garamszegi Gábor          |
| C-18                                    | Itou Miki                  | Meredith McCoy                  | F. Nagy Erika             |
| Marron                                  | Suzuki Tomiko              | Meredith McCoy                  | Csuha Bori                |
| Dende                                   | Yuuki Hiro                 | Justin Cook                     | Renácz Zoltán             |
| Mr. Popo                                | Nishio Toku                | Christopher Sabat               | Kapácsy Miklós            |
| Ifjú Sátán                              | Furukawa Toshio            | Christopher Sabat               | Csík Csaba Krisztián      |
| Pilaf                                   | Shiba Shigeru              | Chuck Huber                     | Harsányi Gábor            |
| Shau                                    | Genda Tesso                | Chris Cason                     | Papucsek Vilmos           |
| Mai                                     | Yamada Eiko                | Julie Franklin                  | Kökényessy Ági            |
| Zunama                                  |                            | Phil Parsons                    | Koncz István              |
| Herkules                                | Gori Daisuke               | Chris Rager                     | Pálfai Péter Csuha Lajos  |
| Bubu                                    | Shioya Kouzou              | Josh Martin                     | Fazekas István            |
| Zseniális Teknős                        | Masuoka Hiroshi            | Mike McFarland                  | Végh Ferenc               |
| Shibito                                 | Ohta Shinichirou           | Kent Williams                   | Posta Victor              |
| Öreg Kaioshin                           | Nomoto Reizu               | Kent Williams                   | Botár Endre               |
| Sugoro                                  | Shimada Bin                | Brice Armstrong                 | Jegercsik Csaba           |
| Susugoro                                | Tanaka Mayumi              | John Burgmeier                  | Richter Tamás             |
| Dr. Gero                                | Yata Kouji                 | Kent Williams                   | Várkonyi András           |
| Dr. Myu                                 | Sogabe Kazuyuki            | Duncan Brannan                  | Várday Zoltán             |
| Rildo tábornok                          | Yanada Kiyoyuki            | Andrew Chandler                 | Élő Balázs                |
| Taki                                    | Suzuoki Hirotaka           | Barry Yandel                    | Megyeri János             |
| Mutchy                                  | Yanada Kiyoyuki            | Andrew Chandler                 | Mikula Sándor             |
| Baby                                    | Numata Yusuke              | Mike McFarland                  | Kossuth Gábor             |
| Super C17                               | Nakahara Shigeru           | Chuck Huber                     | Szabó Máté                |
| Dermesztő                               | Nakao Ryuusei              | Linda Young                     | Cs. Németh Lajos          |
| Cell                                    | Wakamoto Norio             | Dameon Clarke                   | Katona Zoltán             |
| Nappa                                   | Iizuka Shozo               | Phil Parsons                    | Horányi László            |
| Valese                                  | Natsumi Yanase             | Amber Cotton                    | Andrádi Zsanett           |
| Yama (Enma)                             | Gouri Daisuke              |                                 | Varga Tamás               |
| Fekete Füstös sárkány                   | Gouri Daisuke              | Christopher Sabat               | Bolla Róbert              |
| Kaito                                   | Yanami Joji                | Sean Schemmel                   | Forgács Gábor             |
| Yi Xing Long, az egycsillagos sárkány   | Shibata Hidekatsu          | Christopher R. Sabat            | Vass Gábor                |
| Liang Xing Long, a kétcsillagos sárkány | Chafurin                   | Bradford Jackson                | Szűcs Sándor              |
| San Xing Long, a háromcsillagos sárkány | Shiozawa Kaneto            | Jerry Jewel                     | Gubányi György            |
| Si Xing Long, a négycsillagos sárkány   | Yamaguchi Ken              | Victor Atelevich                | Maday Gábor               |
| Wu Xing Long, az ötcsillagos sárkány    | Suzuoki Hirotaka           | Adam Hunter                     | Németh Attila             |
| Liu Xing Long, a hatcsillagos sárkány   | Otomo Ryuzaburo            | Steve Sanders                   | Sörös Miklós              |
| Liu Xing Long (női alakban)             | Katsuki Masako             | Laura Bailey                    | Czirják Csilla            |
| Qi Xing Long, a hétcsillagos sárkány    | Aomori Shin                | Christopher Bevins              | Albert Péter              |
| Ledgic                                  |                            |                                 | Presits Tamás             |
| Don Kia                                 | Totani Kouji               |                                 | Hegedüs Miklós            |
| Sheela                                  | Urawa Megumi               |                                 | Zakariás Éva              |
| Gale                                    | Otomo Ryuzaburo            | Jeremy Inman                    | Bácskai János             |
| Bon Para                                | Hori Yukitoshi             |                                 | Fehérváry Márton          |
| Don Para                                | Tanaka Kazunari            |                                 | Bor László                |
| Son Para                                | Shimada Bin                |                                 | Bardóczy Attila           |
| Sheron (Shen Long)                      | Utsumi Kenji               | Christopher Sabat               | Bolla Róbert              |
| Bis (Colm)                              |                            | Colleen Clinkenbeard            | Bogdán Gergő              |
| Bis (Colm) apja                         |                            | Phil Parsons                    | Koncz István              |
| Konferanszié                            |                            |                                 | Sótonyi Gábor             |
| Pan barátja                             |                            |                                 | Baráth István             |
| Rendőrfőnök                             |                            | Phil Parsons                    | Fehér Péter               |
| Elbeszélő                               | Yanami Jouji               | Andrew Chandler                 | Endrédi Máté              |

### Rajongói oldalak
- Kanzentai
- IntroPage / UltraWeb (Dragon Ball Version)
- Daizenshuu EX
- MFG – Dragonball Z GT
- Z-Rage